# شجرة الصمغ اللامي
شجرة الصمغ اللامي أو لامي (الاسم العلمي Amyris elemifera)، نوع نبات مزهر من الحمضيات وينتمي إلى فصيلة السذابية. موطنه ولاية فلوريدا في الولايات المتحدة ومنطقة البحر الكاريبي. وبلدان أمريكا الوسطى في غواتيمالا وبيلز وسلفادور وهندوراس. واسم elemifera إغريقي ويعني «حامل الراتنج».